# Dimension Hatröss
Dimension Hatröss je čtvrté studiové album americké thrash/progresivně metalové hudební skupiny Voivod. Nahrání proběhlo v roce 1987, vydání 29. června 1988 skrz Maze Music v Kanadě a Noise Records ve zbytku světa. Jedná se o konceptuální album, ústřední postavou je maskot skupiny, kyborg Korgull.
Slovo Hatröss je kombinací anglického slova hate (nenávist) a francouzského slova atroce (příšerný).
V roce 2017 album umístil magazín Rolling Stone na 78. pozici v žebříčku nejlepších heavymetalových alb všech dob.

## Vznik a nahrávání

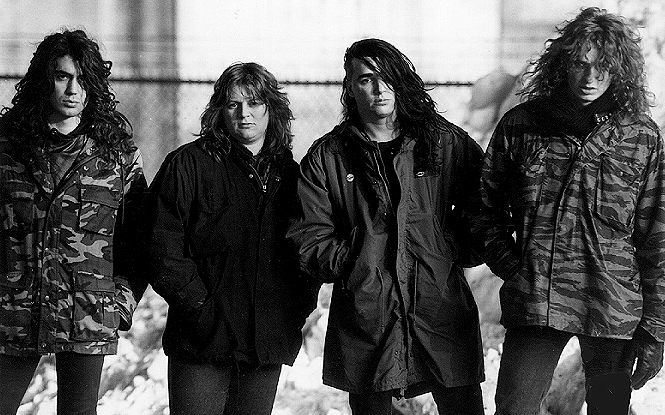
Sestava Voivod v době vydání alba

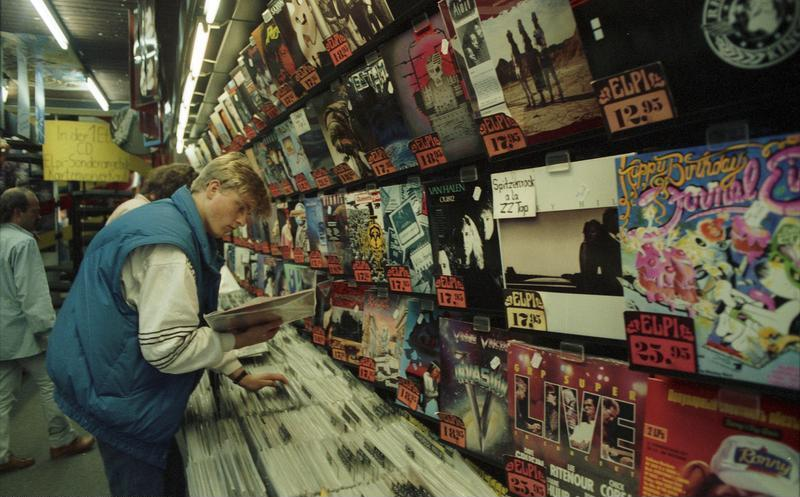
Dimension Hatröss (druhé shora, třetí zprava) v bonnském obchodě s alby v roce 1988

Krátce po vydání předchozí studiové nahrávky Killing Technology začali členové skupiny pracovat na nových skladbách. Většina alba vznikla mezi americkým a evropským turné. Ihned po konci turné, 4. prosince 1987, začalo ve studiu v berlínské čtvrti Kreuzberg nahrávání. Producentem se stal Harris Johns, který produkoval už předchozí album skupiny. Členové byli otevření experimentům – zpěvák Denis Bélanger nahrál své vokály pomocí interkomu studia, bubeník Michel Langevin místy použil elektronické bicí. Skladba „Tribal Convictions“ byla dle kytaristy Denise D'Amoura vytvořena kolem kytarového tremola.
V březnu 1988 vyšlo album pod nezávislým německým vydavatelstvím Noise Records v Evropě, vydání v Kanadě a USA následovalo v červnu. První vydání LP neslo nálepku se slovy „Canada's Nuclear Metal warriors. More psychedelic than ever. The cult lives!“. CD obsahuje bonusovou skladbu „Batman“, coververzi skladby od Neala Heftiho.

## Koncept
| Zdroj                            | Hodnocení |
| -------------------------------- | --------- |
| AllMusic                         | [ 6 ]     |
| Collecton's Guide to Heavy Metal | 9/10      |
| NME                              | 8/10      |
| Rock Hard                        | 9,0/10    |
| Sputnikmusic                     | 4,5/5     |

Základní koncept a vznik alba pochází od bubeníka Michela Langevina, kterého inspirovaly populárně naučné časopisy jako Omni či Discover. Strana A je nazvaná Prolog…, začíná skladbou „Experiment“. Protagonista vytvoří vědeckým pokusem umělý vesmír a vydává se na jeho průzkum. Setkává se s primitivními kmeny, které ho považují za boha (Tribal Convictions) a agresivní životní formou připomínající teroristy (Chaosmöngers). „Technocratic Manipulators“ popisuje svět pod nadvládou technokratů, kteří ovládají a utlačují zbytek společnosti.
Strana B, nazvaná Epilog…, začíná vypuknutím protivládní revoluce ze strany „Chaosmöngers“ (Macrosolutions to Megaproblems). Dále se VOIVOD setkává s vysoce vyvinutým druhem, který existuje jen v duševní rovině („Brain Scan“) a snaží se proniknout do jeho nitra („Psychic Vaccum“). Kyborg se z jejich vlivu vymaní a vrátí se z vytvořené dimenze do své laboratoře, kde ji zničí.

## Seznam skladeb
Pokud není uvedeno jinak, autorem všech skladeb je Voivod.
| Prolog… | Prolog…                     | Prolog… |
| Pořadí  | Název                       | Délka   |
| ------- | --------------------------- | ------- |
| 1.      | „Experiment“                | 6:10    |
| 2.      | „Tribal Convictions“        | 4:52    |
| 3.      | „Chaosmöngers“              | 4:39    |
| 4.      | „Technocratic Manipulators“ | 4:35    |

| Epilog… | Epilog…                          | Epilog… |
| Pořadí  | Název                            | Délka   |
| ------- | -------------------------------- | ------- |
| 1.      | „Macrosolutions to Megaproblems“ | 5:33    |
| 2.      | „Brain Scan“                     | 5:08    |
| 3.      | „Psychic Vacuum“                 | 3:49    |
| 4.      | „Cosmic Drama“                   | 4:54    |

| Bonusové skladby | Bonusové skladby | Bonusové skladby | Bonusové skladby |
| Pořadí           | Název            | Autor            | Délka            |
| ---------------- | ---------------- | ---------------- | ---------------- |
| 1.               | „Batman“         | Neal Hefti       | 1:45             |

## Sestava
Voivod
- Snake (Denis Bélanger) – zpěv
- Piggy (Denis D'Amour) – kytara
- Blacky (Jean-Yves Thériault) – baskytara
- Away (Michel Langevin) – bicí, přebal alba

Produkce
- Harris Johns – produkce, zvukotechnika, mixování